# 初級審裁處
初级裁判所（英語：First-tier Tribunal）是英國法院系统的一部分。2008年根据《2007年裁判所、法院和執行法令》设立，其目的是为了是裁判所系统更加合理，以取代原有的二十个裁判所的职能，並由国王陛下法院及審裁處事務局管理。

## 審裁處內庭及司法管辖权
初级裁判所系統目前分為4個內庭，各有其管轄的領域，其中普通管理庭的司法管轄權較為廣泛。每個內庭還可以進一步劃分為內庭分庭，其劃分大致能夠反映出初級審裁處整合之前的裁判所之管轄權。管轄權轉移和裁判所整合的計劃自2008年開始目前仍在進行。
| 內庭/內庭分庭      | 设立/移转日期 |
| ------------------ | ------------- |
| 普通管理庭         | 2009-9-1      |
| 替代性商业机构     | 2011-9-12     |
| 慈善               | 2009-9-1      |
| 赔偿管理服务       | 2010-1-18     |
| 消费者信用         | 2009-9-1      |
| 环境               | 2010-4-6      |
| 不动产代理         | 2009-9-1      |
| 考试委员会         | 2012-5-1      |
| 博彩上诉           | 2010-1-18     |
| 移民事务           | 2010-1-18     |
| 知情权             | 2010-1-18     |
| 地方政府标准       | 2010-1-18     |
| 交通               | 2009-9-1      |
| 社会权益庭         | 2008-11-3     |
| 政治避难支持       | 2008-11-3     |
| 社会保障与儿童保护 | 2008-11-3     |
| 刑事损害赔偿       | 2008-11-3     |
| 健康、教育及社保庭 | 2008-11-3     |
| 保障标准           | 2008-11-3     |
| 心理健康           | 2008-11-3     |
| 特殊教育需要及残疾 | 2008-11-3     |
| 基本健康保障       | 2010-1-18     |
| 税务庭             | 2009-1-18     |
| 税务               | 2009-4-1      |
| 议员薪金           | 示例          |
| 示例               | 2010-7-27     |

## 司法人员
初级裁判所包含法官和其他成员。符合法定条件的前裁判所成员在管辖权转移时都将成为初级裁判所法官，而非法律专业人士（通常是前裁判所专门领域之专家）作为其他成员继续存在。新的法官和成员由司法任命委员会任命。
此外，下列人士亦可作为初级審裁處法官出庭：
- 上级裁判所法官
- 上诉法院法官
- 苏格兰民事法庭法官
- 高级法院法官
- 巡回法院法官及治安法官
- 地区法官及地区裁判法院法官

初级裁判所由裁判庭高级主席主持，目前是Carnwath大法官。每个裁判庭均有庭长，分庭有首席法官。
大多数案件当中，判决由一名法官与两名其他成员作出，但各庭及各分庭亦有不同，根据个案也有变化。

## 上诉
大多数案件可以上诉之上级裁判所，但需要的到初级裁判所或上级裁判所的许可。行使损害赔偿和政治庇护支持的案件一般无上诉权，但可以申请上级裁判所对初级裁判所的裁决进行审查。